# Liljana Georgiewa
Liljana Georgiewa (bulgarisch Лиляна Георгиева, englisch Lilyana Georgieva; * 20. Juli 2000) ist eine bulgarische Leichtathletin, die sich auf den Mittelstreckenlauf spezialisiert hat.

## Sportliche Laufbahn
Erste internationale Erfahrungen sammelte Liljana Georgiewa beim Europäischen Olympischen Jugendfestival (EYOF) 2015 in Tiflis, bei dem sie in 2:07,89 min die Silbermedaille im 800-Meter-Lauf gewann. Im Jahr darauf belegte sie bei den erstmals ausgetragenen Jugendeuropameisterschaften ebendort in 2:09,76 min den vierten Platz und kurz darauf schied sie bei den U20-Weltmeisterschaften in Bydgoszcz mit 2:09,28 min in der ersten Runde aus. 2017 gewann sie in 2:09,62 min die Bronzemedaille über 800 m bei den Balkan-Hallenmeisterschaften in Belgrad und auch im 1500-Meter-Lauf gewann sie in 3:57,62 min die Bronzemedaille. Mitte Juli belegte sie bei den U18-Weltmeisterschaften in Nairobi in 4:33,58 min den sechsten Platz über 1500 m und anschließend gewann sie in 4:16,73 min die Silbermedaille bei den U20-Europameisterschaften in Grosseto. 2019 erreichte sie bei den Europaspielen in Minsk nach 3:29,25 min den 21. Platz in der Mixed-Staffel über 4-mal 400 Meter und anschließend schied sie bei den U20-Europameisterschaften in Borås mit 2:10,92 min im Vorlauf über 800 m aus. Im Jahr darauf belegte sie bei den Balkan-Hallenmeisterschaften in Istanbul in 2:12,27 min den zweiten Platz im B-Lauf und bei den Freiluftmeisterschaften in Cluj-Napoca gewann sie in 2:05,16 min die Silbermedaille über 800 m und belegte in 4:30,16 min den sechsten Platz im 1500-Meter-Lauf. Zudem gewann sie in 3:57,10 min die Silbermedaille mit der bulgarischen 4-mal-400-Meter-Staffel. 2021 wurde sie bei den Balkan-Meisterschaften in Smederevo in 2:07,47 min Sechste über 800 m und im Jahr darauf gelangte sie bei den Balkan-Hallenmeisterschaften in Istanbul mit 2:08,30 min auf Rang vier. Im Juni belegte sie bei den Balkan-Meisterschaften in Craiova in 2:08,24 min den vierten Platz im B-Lauf über 800 Meter und gelangte mit 4:32,34 min auf Rang elf über 1500 Meter. 
2023 wurde sie bei der 2. Liga der Team-Europameisterschaft im Rahmen der Europaspiele in Chorzów in 2:05,98 min Zweite im B-Lauf über 800 Meter und erreichte über 3000 m Hindernis mit 10:55,13 min Rang elf. Anschließend gelangte sie bei den Balkan-Meisterschaften in Kraljevo mit 2:08,96 min den elften Platz über 800 Meter. Im Jahr darauf belegte sie bei den Balkan-Hallenmeisterschaften in Istanbul in 2:08,11 min den achten Platz über 800 Meter. 2025 vertrat sie Bulgarien bei der 2. Liga der Team-Europameisterschaft in Maribor über 800 und 1500 Meter, ehe sie bei den Balkan-Meisterschaften in Volos in 2:05,96 min den achten Platz über 800 Meter belegte.
In den Jahren von 2019 bis 2025 wurde Georgiewa bulgarische Meisterin im 800-Meter-Lauf sowie von 2020 bis 2022 sowie 2024 und 2025 auch über 1500 Meter. Zudem wurde sie von 2022 bis 2024 Hallenmeisterin über 800 und 1500 Meter sowie 2025 über 800 Meter.

## Persönliche Bestleistungen
- 800 Meter: 2:03,78 min, 28. Juni 2025 in Maribor
  - 800 Meter (Halle): 2:08,11 min, 10. Februar 2024 in Istanbul
- 1500 Meter: 4:16,73 min, 23. Juli 2017 in Grosseto (U18-Landesrekord)
  - 1500 Meter (Halle): 4:20,01 min, 12. Februar 2017 in Istanbul (U18-Landesrekord)
- 3000 Meter: 9:44,16 min, 18. Juni 2017 in Sofia
  - 3000 Meter (Halle): 9:24,65 min, 4. Februar 2017 in Dobritsch (U20-Landesrekord)
- 3000 m Hindernis:  10:54,21 min, 20. Mai 2023 in Sofia